# Анна Маргарета фон Золмс-Хоензолмс
Анна Маргарета фон Золмс-Хоензолм (на немски: Anna Margaretha von Solms-Hohensolms; * 5 януари 1597; † 9 май 1670 Грайфенщайн) е графиня от Золмс-Хоензолмс и чрез женитба графиня на Золмс-Браунфелс в Грайфенщайн в Хесен.
Тя е най-малката дъщеря на граф Херман Адолф фон Золмс-Хоензолмс (1545 – 1613) и съпругата му графиня Анна София фон Мансфелд-Хинтерорт (1562 – 1601), дъщеря на граф Йохан фон Мансфелд-Хинтерорт (1526 – 1567) и втората му съпруга Маргарета фон Брауншвайг-Люнебург (1534 – 1596), дъщеря на херцог Ернст I фон Брауншвайг-Люнебург-Целе.
Сестра е на граф Филип Райнхард I (1593 – 1636), Юлиана Доротея (1592 – 1649), омъжена 1613 г. в дворец Шаумбург за граф Херман II фон Вид-Нойвид († 1631), и на Доротея София (1595 – 1660), омъжена 1616 г. в Бутцбах за граф Георг Фридрих II фон Хоенлое-Шилингсфюрст (1595 – 1635).
Анна Маргарета умира на 9 май 1670 г. на 73 години в Грайфенщайн и е погребана там.

## Фамилия
Анна Маргарета се омъжва на 13 май 1632 г. във Франкфурт за граф Йохан Конрад фон Золмс-Браунфелс-Грайфенщайн (1603 – 1635), най-възрастният син на граф Вилхелм I фон Золмс-Браунфелс-Грайфенщайн (1570 – 1635) и съпругата му графиня Мария Амалия фон Насау-Диленбург (1582 – 1635).
Йохан Конрад умира на 31 години от чума на 4 декември 1635 г. в Грайфенщайн. Те имат два сина, които умират малки:
- Вилхелм Филип (* 1633; † 14 ноември 1635 от чума)
- Георг Фридрих (* 10 март 1635; † ноември 1635)